# Crawlspace (película de 1986)
Crawlspace es el título original de una película estadounidense de terror producida por Empire Pictures, filmada en Italia en 1986 y titulada en español El ático. Fue realizada por David Schmoeller, e interpretada en sus principales papeles por Klaus Kinski, Talia Balsam y Tane McClure.

## Argumento
El Dr. Gunther se halla sentado ante una mesa, sumido en sus pensamientos. Entonces, sujeta un revolver, lo apunta contra su cabeza, y aprieta el gatillo. Sin embargo, el percutor no encuentra una bala para ser disparada. Que así sea, pronuncia, y se incorpora de la silla. El Dr.Gunther (Klaus Kinski), hijo de un criminal de guerra nazi, y responsable él mismo de varios crímenes durante su ejercicio profesional en América del Sur, vive actualmente de alquilar los apartamentos del edificio en el que vive. Sin embargo, Gunther no ha abandonado sus antiguas obsesiones, retiene a una mujer en el ático del edificio, y somete a vigilancia a las chicas a las que alquila los apartamentos, creando una especie de crawlspace o espacio acotado por él, en el que posee el control absoluto, y puede dar satisfacción a sus deseos más ocultos. Entre sus inquilinas se hallan una estudiante (Talia Balsam) y una actriz de soap operas. Un día, Gunther recibe la visita de un hombre, Josef Steiner (Kenneth Robert Shippy), quien dice ser hermano de un hombre al que Gunther atendió en América, y de cuya muerte responsabiliza al doctor. Esto contribuirá aún más al desquiciamiento de Gunther, y tendrá unas consecuencias imprevisibles para Steiner y las ocupantes del edificio... 

## Reparto
| Actor                 | Personaje           | Notas                |
| --------------------- | ------------------- | -------------------- |
| Klaus Kinski          | Dr. Karl Gunther    |                      |
| Talia Balsam          | Lori Bancroft       |                      |
| Barbara Whinnery      | Harriet Watkins     |                      |
| Carole Francis        | Jessica Marlow      |                      |
| Tane McClure          | Sophie Fisher       | Acreditada como Tane |
| Sally Brown           | Martha White        |                      |
| Jack Heller           | Alfred Lassiter     |                      |
| David Abbott          | Hank Peterson       |                      |
| Kenneth Robert Shippy | Josef Steiner       |                      |
| David Schmoeller      | Inquilino rechazado | No acreditado        |

- En la escena inicial aparece una actriz que tampoco fue acreditada.

## Datos técnicos
|          | Datos técnicos                |
| -------- | ----------------------------- |
| Idioma   | Inglés                        |
| Duración | 80 minutos                    |
| Color    | Color, en Technicolor         |
| Sonido   | Mono, de Ryder Sound Services |

## Títulos
| País                      | Título                                       |
| ------------------------- | -------------------------------------------- |
| Estados Unidos            | Crawlspace (Salas de cine, VHS y DVD)        |
| España                    | El ático (VHS)                               |
| España                    | El ático (Crawlspace) (Televisión por cable) |
| Francia                   | Fou à tuer                                   |
| República Federal Alemana | Killerhaus                                   |
| Brasil                    | Pervers/ao Assassina                         |
| Italia                    | Remember time                                |
| Italia                    | Striscia, ragazza, striscia                  |

## Distribuidoras
| País           | Distribuidora                     | Año  |
| -------------- | --------------------------------- | ---- |
| Estados Unidos | Avid Video (VHS)                  | 1995 |
| Estados Unidos | Empire Pictures (Salas de cine)   | 1986 |
| España         | Canal Buzz (TV)                   | 2010 |
| Francia        | Eurogroup (Salas de cine)         | 1986 |
| Estados Unidos | Lightning Video (VHS)             | 1986 |
| Estados Unidos | MGM/UA Home Entertainment (DVD)   | 2002 |
| Estados Unidos | Vestron Video (VHS)               |      |
| Francia        | Vestron Video (VHS)               | 1987 |
| Bélgica        | Vestron Video International (VHS) | 1986 |

## Fechas de estreno
| País           | Fecha de estreno        |
| -------------- | ----------------------- |
| Estados Unidos | 21 de mayo de 1986      |
| Francia        | 26 de noviembre de 1986 |
| Japón          | 13 de diciembre de 1986 |

## Calificación moral
| País            | Clasificación                     |
| --------------- | --------------------------------- |
| Australia       | Restricted.                       |
| Canadá (Quebec) | 13+                               |
| Estados Unidos  | Restricted (Certificado #28107)   |
| Finlandia       | La película fue prohibida en 1987 |
| Francia         | -16                               |
| Islandia        | 16                                |
| Reino Unido     | 18                                |